# Bertola da Novate

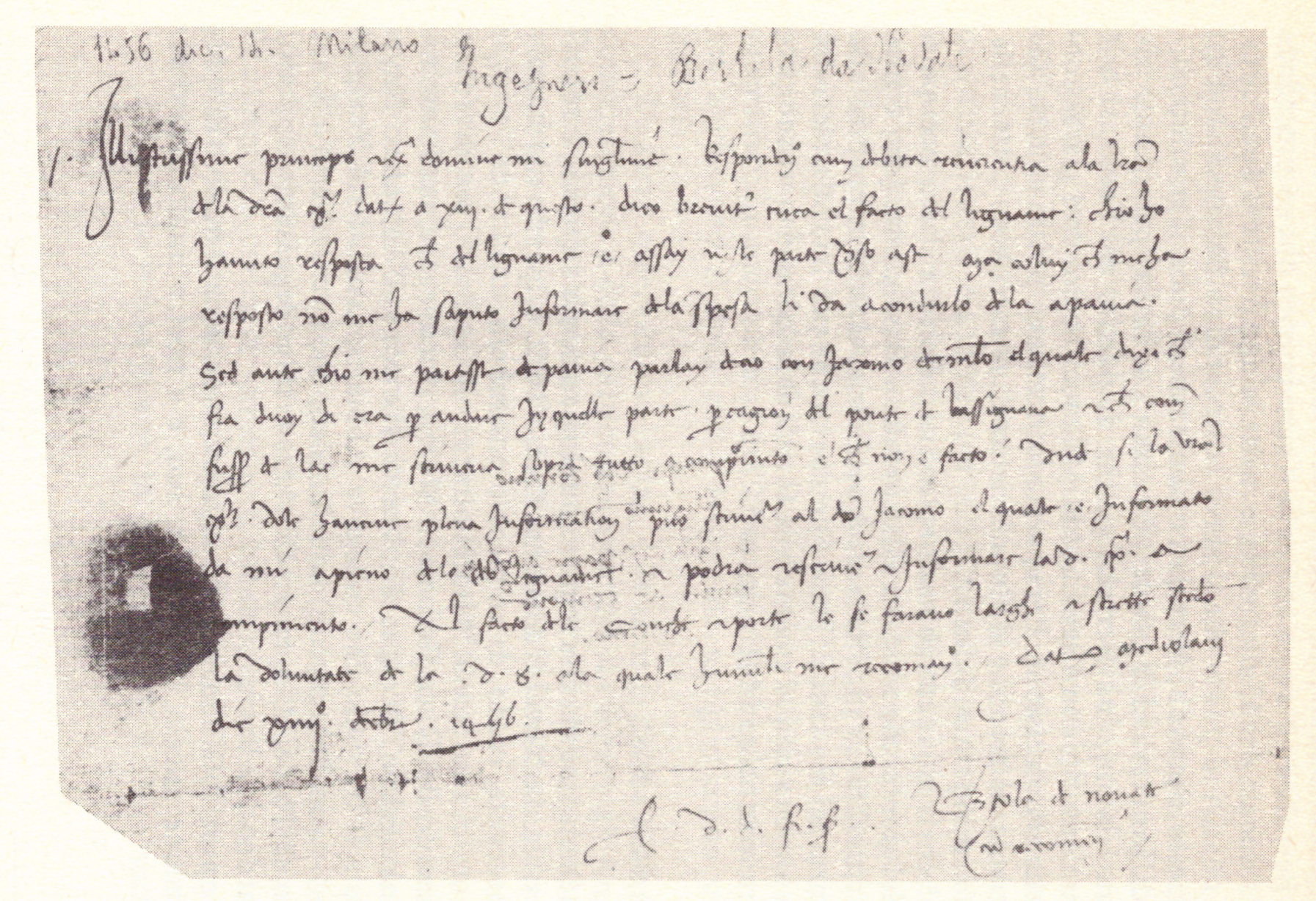
Lettera datata 14 dicembre 1456, redatta da Bertola da Novate e indirizzata a Francesco I Sforza in merito alla costruzione del ponte di Bassignana

Bertola da Novate (Novate Milanese, 1410 – 1475) è stato un ingegnere italiano, al servizio del Duca di Milano, Francesco Sforza a partire dal 1456.

## Biografia
Specializzato nella progettazione e nella costruzione di canali e navigli, diviene ingegnere ducale nel 1456, sotto Francesco Sforza, e sotto questa carica ha lavorato a diverse opere pubbliche, fra le quali: il naviglio di Parma (1455), il naviglio di Mantova (1456), il naviglio di Bereguardo e Binasco (1457), il naviglio della Martesana (1457- 1465), il naviglio di Cremona (1461) ed il Castello di Milano (1474).
In particolare, Bertola viene dapprima incaricato da Filippo Maria Visconti di presiedere la commissione tecnica per la realizzazione di una fitta rete di canali navigabili che collegassero tra loro il Po, il Ticino e l'Adda. Con la morte di Filippo Maria, avvenuta nel 1447, tramonta la signoria viscontea, ma la bravura di Bertola viene riconosciuta anche dalla neonata Repubblica Ambrosiana, dove fu nominato architetto di fiducia del Governo dello Stato di Milano.
Anche nel corso della signoria sforzesca, la bravura di Bertola viene riconosciuta, tant'è che gli saranno affidate le opere di messa a punto del progetto riguardante i Navigli.
Nel 1455 venne incaricato dal marchese di Mantova Ludovico III Gonzaga di costruire un canale navigabile di collegamento tra Mantova e la sua residenza estiva di Goito, coordinato nei lavori da Giovanni da Padova.